# 전자 피아노

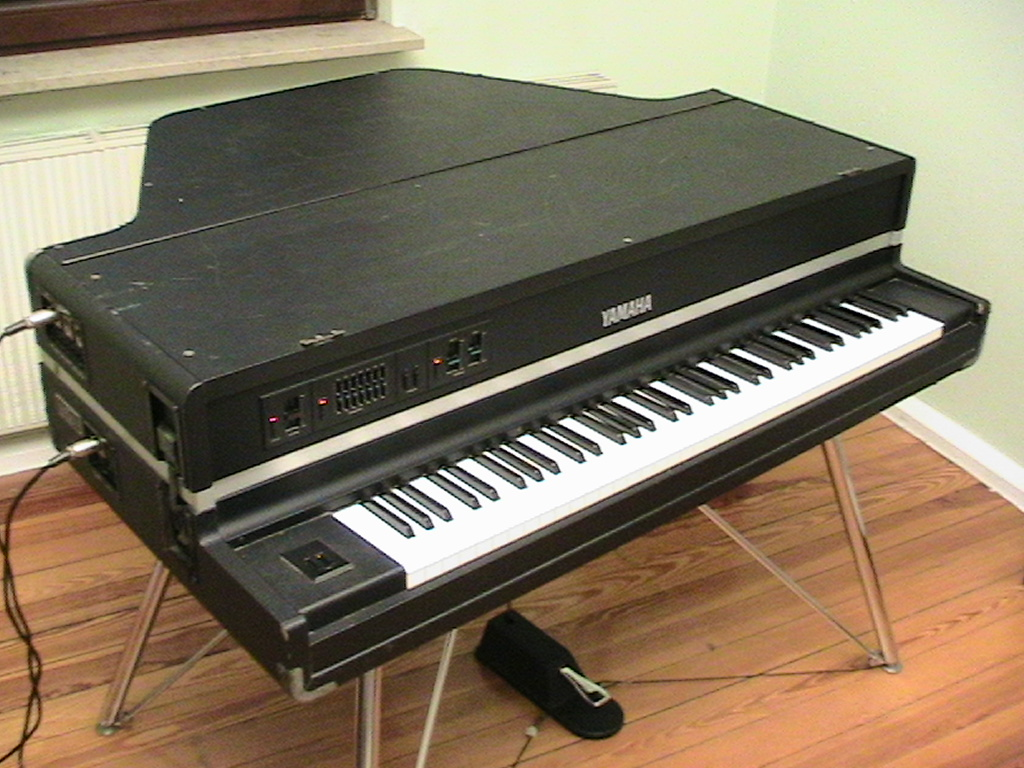
전자 피아노 야마하 CP-70M

전자 피아노(電子 piano, Electronic piano)는 아날로그 전기 회로망을 이용하여 피아노(때때로 하프시코드나 오르간)의 음색을 구현하는 건반 악기이다. 디지털 피아노, 전기 피아노와 구분된다. 또한 월리처가 1950년대부터 1980년대까지 생산했던 전기 피아노의 상표이기도 하였다.

## 같이 보기
- 디지털 피아노
- 전기 피아노
  - 전기 그랜드 피아노